# Christos Pappas
Christos Pappas (griechisch Χρήστος Παππάς, * 1962 in Athen) ist Mitglied der griechischen kriminellen rechtsextremen Vereinigung Chrysi Avgi. Seit der Parlamentswahl in Griechenland Mai 2012 war er Abgeordneter des griechischen Parlaments. Bei der Wahl 2019 scheiterte die Nazi-Partei an der Drei-Prozent-Hürde. Der als "Nummer Zwei" der Partei geltende Christos Pappas wurde im September 2020 zu einer Freiheitsstrafe von 13 Jahren verurteilt, floh daraufhin und wurde am 1. Juli 2021 in Athen festgenommen.

## Leben
Im Oktober 2012 versuchte Pappas mit anderen Abgeordneten der Chrysi Avgi und deren Anhänger, zusammen mit konservativen religiösen Führern, eine Theatervorstellung des Stücks Corpus Christi, welches das Christentum kritisiert und von Terrence McNally stammt, im Hytirio Theater zu stürmen. Pappas stieg während des Protests ungehindert in einen Polizeibus und befreite eigenhändig einen von der Polizei gefangen genommenen Demonstranten. Pappas wurde daraufhin von der Polizei verklagt.
Im November 2012 entrollte Christos Pappas während einer Versammlung der Chrysi Avgi auf der Insel Kreta die Flagge der Griechischen Militärdiktatur, das belegt Videomaterial, das den Behörden in Iraklio vorliegt.
Im September 2013 wurde Pappas im Zuge der Ermittlungen gegen die Chrysi Avgi verhaftet, nachdem er sich selbst der Polizei stellte. Die Polizei fand in seinem Haus zwei Pistolen, einen Schlagring und eine SS Devotionalie sowie Weinflaschen, auf denen das Bild von Mussolini klebte.
Im März 2013 versammelte sich Pappas zusammen sich 500 Anhänger der Partei vor dem TV-Sender Mega TV, um gegen die Ausstrahlung einer türkischen Serie am griechischen Unabhängigkeitstag zu protestieren. Am Schluss der Veranstaltung warfen er und andere Abgeordnete Eier und Joghurt gegen das Gebäude und verbrannten eine türkische Flagge. Pappas urinierte zusätzlich an den Eingang des Gebäudes, wie die Zeitung Ta Nea berichtete.
Im Oktober 2020 wurde Pappas wegen Führung einer kriminellen Organisation zu 13 Jahre Freiheitsstrafe verurteilt. Nach dem Urteil gegen die Führungsspitze der Nazi-Partei „Goldene Morgendämmerung“ entzog er sich zunächst seiner Festnahme. Am 1. Juli 2021 wurde er gefasst.

## Parteikarriere
Pappas ließ sich im Jahr 2012 für die Landesliste der Chrysí Avgí aufstellen.
Ende September 2012 wurde der Initiator einer nach Ansicht der Strafverfolgungsbehörden blasphemischen Facebook-Seite festgenommen. Der mutmaßliche Gotteslästerer, ein siebenundzwanzigjähriger Grieche, hatte eine Seite mit dem Namen Gerontas Pastitsios – Elder Pastitsios ins Leben gerufen, eine Verballhornung des am 12. Juli 1994 verstorbenen Mönchs Paisios. Pastitsio ist eine in Griechenland beliebte Nudelspeise. Die Verhaftung war auf eine an das Bildungsministerium und das Bürgerschutzministerium gerichtete Anfrage von Christos Pappas hin geschehen. Pappas hatte neben dieser Seite auch die griechische Indymedia-Seite kritisiert.
Ebenfalls im September 2012 verklagte Pappas Nikos Dendias auf Verleumdung. Dieser hätte die Angriffe eines Schlägertrupps auf einem Einwanderermarkt in der Kleinstadt Mesolongi, an dem der Abgeordnete der Chrysí Avgí, Kostas Barbarousis, dabei war, politisch ausgebeutet und unrechtmäßig gehandelt.